# Vishvarupa
Vishvarupa (Sanskrit विश्वरूप viśvarūpa m. „Allform“) oder Trishiras (त्रिसिर triśiras m. „Dreikopf“) ist in der vedischen Religion der dreiköpfige Sohn von Tvashtri. Beim Versuch den Götterkönig Indra zu entthronen, wurde er von diesem getötet.
Vishvarupa ist außerdem ein Beiname Vishnus.